# دیویا خوسلا کومار
دیویا خوسلا کومار (به انگلیسی: Divya Khosla Kumar) (زاده ۲۷ نوامبر ۱۹۸۱) بازیگر، کارگردان هندی است.
از فیلم‌هایی که وی در آن نقش داشته‌است می‌توان به تو متعلق به وطن هستی، حقیقت تنها پیروزی است ۲، اوه عزیزم و دوستی ۲ اشاره کرد.